# قلبم تو را می‌خواند (فیلم آلمانی)
قلبم تو را می‌خواند (آلمانی: Mein Herz ruft nach dir) یک فیلم موزیکال به کارگردانی کارمینه گالونه است که در سال ۱۹۳۴ منتشر شد. یک نسخهٔ فرانسوی‌زبان به همین نام و یک نسخهٔ انگلیسی‌زبان با عنوانِ قلبم ندا می‌دهد توسط کارمینه گالونه ساخته شد.

## بازیگران
- یان کیه‌پورا
- مارتا اگرت
- پاول کمپ
- پاول هوربیگر
- تئو لینگن
- تروده هستربرگ
- هیلده هیلدبراند
- هانس لیبلت
- ویلی شور
- گرهارد بینرت
- کارل پلاتن